# Bölkow Phoebus
Bölkow Phoebus – rodzina niemieckich szybowców wyczynowych klasy standard i otwartej.

## Historia
Inżynierowie Richard Eppler i Hermann Nägele, na podstawie doświadczeń przy opracowaniu szybowca laminarnego FS-24 Phoenix, zbudowali prototyp szybowca Bölkow Phoebus. Został oblatany 11 kwietnia 1964 r. W 1965 r. wziął udział w Szybowcowych Mistrzostwach Świata w Sout Corney. Rudolf Lindner zdobył na nim 8. miejsce. Szybowiec uzyskał w 1966 r. świadectwo typu i rok później wszedł do produkcji seryjnej jako Bölkow Phoebus A. Pod koniec 1967 r. wdrożono do wersji wersję oznaczoną Phoebus B, która różniła się od pierwowzoru chowanym podwoziem i doskonałością zwiększoną do 38,4.
Kolejnym rozwinięciem konstrukcji była wersja Phoebus C, w której zwiększono rozpiętość do 17 metrów a powierzchnię nośną do 14,06 m². Pozwoliło to na wystawienie tej wersji w Szybowcowych Mistrzostwach Świata w Lesznie w 1968 r. W tych Mistrzostwach wystartowały również szybowce Phoebus w klasie standard. W klasie otwartej Rudolf Lindner zdobył na szybowcu Phoebus A 3. miejsce w klasie standard, a Göran Ax 2. miejsce w klasie otwartej na Phoebus C. W Mistrzostwach w 1970 r. w Marfie szybowce Phoebus uplasowały się na 15. miejscu w klasie standard i na 10. miejscu w klasie otwartej. 

## Konstrukcja
Jednomiejscowy szybowiec wyczynowy w układzie górnopłatu. Wersje A, B  i C mają taką samą konstrukcję. Skrzydło o profilu Eppler-403, konstrukcji skorupowej wykonanej w technologii przekładkowej z laminatu z wypełniaczem z balsy. Na skrzydłach zamontowano płytowe hamulce aerodynamiczne. Wersja A i B miała rozpiętość 15 m, wersja C 17 m. Kadłub o konstrukcji skorupowej, kabina pilota osłonięty jednoczęściową osłoną. Podwozie (w zależności od wersji) stałe lub chowane, złożone z koła 300x100 mm i płozy ogonowej.